# اسماعیل پترا
سلطان اسماعیل پترا ابن المرحوم سلطان یحیی پترا (جاوی:سلطان إسماعیل ڤیترا ابن المرحوم سلطان یحیی ڤیترا‎؛ زاده ۱۱ نوامبر ۱۹۴۹ – درگذشت ۲۸ سپتامبر ۲۰۱۹) بیست و هشتمین سلطان کلانتان و یازدهمین سلطان نوین کلانتان بود که از روز ۳۰ مارس ۱۹۷۹ تا ۱۳ سپتامبر ۲۰۱۰ حکمرانی کرد. او در پی درگذشت پدرش سلطان یحیی پترا بر مسند قدرت نشست. بعد از اینکه سلطان اسماعیل به علت بیماری از ادامه وظیفه حکمرانی ناتوان گشت، پسر ارشدش سلطان محمد پنجم در روز ۱۳ سپتامبر ۲۰۱۰، مسند قدرت را در دست گرفت. سلطان اسماعیل پترا بعد از تحمل ده سال عوارض ناشی از سکته مغزی، در روز ۲۸ سپتامبر ۲۰۱۹ هنگام سن ۶۹ سالگی در بیمارستان راجا پرمپوان زینب دوم منطقه کوتا بهارو درگذشت و سپس در آرامگاه یادمانی سلطنتی کلانتان به خاک سپرده شد.

## دوران ابتدایی زندگی و تحصیلات
سلطان اسماعیل پترا در روز ۱۹ محرم ۱۳۶۹ هجری مطابق با ۱۱ نوامبر ۱۹۴۹ در ایستانا جوهَر، کوتا بهارو، کلانتان بدنیا آمد. او کوچکترین فرزند و تنها پسر سلطان یحیی پترا از زن اولش، راجا پرمپوان زینب دوم بود. اسماعیل در کنار چهار خواهر بزرگتر از خودش بزرگ شد.